# Schramm (Film)
Schramm ist ein Low-Budget-Film von Jörg Buttgereit aus dem Jahre 1993. Der Film besitzt sowohl Horror- als auch surreale Elemente. Die Hauptrolle wurde mit Florian Koerner von Gustorf, dem Schlagzeuger der Band Mutter, besetzt, sein Bandkollege Max Müller war zusammen mit Gundula Schmitz für den Soundtrack verantwortlich.

## Inhalt
Der Film zeigt den Alltag des Taxifahrers Lothar Schramm, der für seine Umgebung ein scheinbar ganz normales Leben führt und eine rein freundschaftliche Beziehung zu seiner Nachbarin Marianne, einer Prostituierten, pflegt. Hinter dieser Fassade jedoch steckt ein Serienkiller mit starken psychischen Problemen, der mehr und mehr die Grenze zwischen Realität und eigener Fiktion aus den Augen verliert.